# 兰江街道 (余姚市)
兰江街道，是中华人民共和国浙江省宁波市余姚市下属的一个街道，位于余姚市市区西南部，为余姚市政治中心，距宁波市区40公里。兰江街道总面积53.71平方公里，下辖13个行政村和3个居委会，全街道常住人口6.6万人，外来人口3.7万人（2008年）。

## 行政区划
下辖以下地区：
下菱社区、江南新城社区、舜南社区、四明社区、蕙兰社区、西郊村、谭家岭村、磨刀桥村、凤亭村、石婆桥村、丰杨河村、三凤桥村、夏巷村、郭相桥村、兰墅桥村、筀竹桥村、沈湾村和冯村。